# Elezioni comunali in Sicilia del 2021
Le elezioni comunali in Sicilia del 2021 si tennero il 10 e 11 ottobre (con ballottaggio il 24 e 25 ottobre).

## Riepilogo sindaci eletti
| Provincia     | Comune            | Sindaco uscente | Sindaco uscente           | Sindaco eletto | Sindaco eletto              | Primo turno | Primo turno | Secondo turno | Secondo turno | Seggi   |
| Provincia     | Comune            | Sindaco uscente | Sindaco uscente           | Sindaco eletto | Sindaco eletto              | Voti        | %           | Voti          | %             | Seggi   |
| ------------- | ----------------- | --------------- | ------------------------- | -------------- | --------------------------- | ----------- | ----------- | ------------- | ------------- | ------- |
| Agrigento     | Canicattì         |                 | Ettore Di Ventura (PD)    |                | Vincenzo Corbo (Ind.)       | 6.051       | 35,26       | 6.799         | 52,86         | 14 / 24 |
| Agrigento     | Favara            |                 | Anna Alba (M5S)           |                | Antonio Palumbo (Ind.)      | 7.541       | 37,34       | 8.558         | 64,76         | 3 / 24  |
| Agrigento     | Porto Empedocle   |                 | Ida Carmina (M5S)         |                | Calogero Martello (Ind.)    | 2.491       | 26,04       | 3.796         | 53,74         | 7 / 16  |
| Caltanissetta | San Cataldo       |                 | Commissione straordinaria |                | Gioacchino Comparato (Ind.) | 2.825       | 24,85       | 5.041         | 61,90         | 10 / 16 |
| Catania       | Adrano            |                 | Angelo Sajeva             |                | Fabio Mancuso (Ind.)        | 5.501       | 29,01       | 7.705         | 50,47         | 9 / 24  |
| Catania       | Caltagirone       |                 | Giovanni Ioppolo (FI)     |                | Fabio Roccuzzo (Ind.)       | 10.889      | 53,84       | —             | —             | 10 / 24 |
| Catania       | Giarre            |                 | Angelo D’Anna (Ind.)      |                | Leonardo Cantarella (Ind.)  | 7.406       | 52,84       | —             | —             | 12 / 16 |
| Catania       | Misterbianco      |                 | Commissione straordinaria |                | Giuseppe Corsaro (FI)       | 8.534       | 41,16       | —             | —             | 14 / 24 |
| Catania       | Tremestieri Etneo |                 | Santi Rando (Ind.)        |                | Santi Rando (Ind.)          | 6.464       | 77,46       | —             | —             | 15 / 16 |
| Ragusa        | Vittoria          |                 | Giovanni Moscato (Ind.)   |                | Francesco Aiello (Ind.)     | 10.430      | 39,06       | 14.261        | 56,02         | 14 / 24 |
| Siracusa      | Lentini           |                 | Saverio Bosco (Ind.)      |                | Rosario Lo Faro (Ind.)      | 2.421       | 23,73       | 3.424         | 51,70         | 10 / 16 |
| Siracusa      | Noto              |                 | Corrado Bonfanti (Ind.)   |                | Corrado Figura (Ind.)       | 9.219       | 72,93       | —             | —             | 13 / 16 |
| Siracusa      | Pachino           |                 | Commissione straordinaria |                | Natalina Petralito (FdI)    | 3.613       | 43,50       | —             | —             | 10 / 16 |
| Siracusa      | Rosolini          |                 | Giovanni Cocco            |                | Giovanni Spadola (Ind.)     | 3.178       | 28,81       | 4.677         | 55,39         | 10 / 16 |
| Trapani       | Alcamo            |                 | Domenico Surdi (M5S)      |                | Domenico Surdi (M5S)        | 10.189      | 42,39       | —             | —             | 9 / 24  |

## Libero consorzio comunale di Agrigento

### Canicattì
| Candidati                            | Candidati                 | II turno             | II turno          | I turno | I turno | Liste                                | Voti   | %     | Seggi |
| Candidati                            | Candidati                 | Voti                 | %                 | Voti    | %       | Liste                                | Voti   | %     | Seggi |
| ------------------------------------ | ------------------------- | -------------------- | ----------------- | ------- | ------- | ------------------------------------ | ------ | ----- | ----- |
|                                      | Vincenzo Corbo ✔️ Sindaco | 6 799                | 52,86             | 6 051   | 35,26   | Corbo Sindaco                        | 4 137  | 25,64 | 9     |
| Facciamo Squadra per Canicattì       | Vincenzo Corbo ✔️ Sindaco | 6 799                | 52,86             | 6 051   | 35,26   | 2 281                                | 14,14  | 5     |       |
|                                      | Cesare Sciabarrà          | 6 064                | 47,14             | 4 991   | 29,08   | Cesare Sciabarrà Sindaco X Canicattì | 1 608  | 9,97  | 2     |
| Fratelli d'Italia                    | Cesare Sciabarrà          | 6 064                | 47,14             | 4 991   | 29,08   | 1 264                                | 7,83   | 2     |       |
| Onda Movimento Popolare Regionalista | Cesare Sciabarrà          | 6 064                | 47,14             | 4 991   | 29,08   | 1 119                                | 6,94   | 2     |       |
| Seggio di coalizione                 | Seggio di coalizione      | Seggio di coalizione | 47,14             | 4 991   | 29,08   | 1                                    |        |       |       |
|                                      | Ettore Di Ventura         | Ettore Di Ventura    | Ettore Di Ventura | 4 593   | 26,76   | Soprattutto Canicattì                | 2 100  | 13,02 | 3     |
| Forza Italia                         | Ettore Di Ventura         | Ettore Di Ventura    | Ettore Di Ventura | 4 593   | 26,76   | 1 379                                | 8,55   | 1     |       |
| Canicattì Rinasce                    | Ettore Di Ventura         | Ettore Di Ventura    | Ettore Di Ventura | 4 593   | 26,76   | 742                                  | 4,60   | –     |       |
| Liberi e Forti                       | Ettore Di Ventura         | Ettore Di Ventura    | Ettore Di Ventura | 4 593   | 26,76   | 699                                  | 4,33   | –     |       |
|                                      | Fabio Falcone             | Fabio Falcone        | Fabio Falcone     | 1 528   | 8,90    | Canicattì in Movimento               | 806    | 5,00  | –     |
| Totale                               | Totale                    | 12 863               | 100               | 17 163  | 100     |                                      | 16 135 | 100   | 24    |
|                                      |                           |                      |                   |         |         |                                      |        |       |       |
| Fonte: Ministero dell'interno        |                           |                      |                   |         |         |                                      |        |       |       |

### Favara
| Candidati                                 | Candidati                  | II turno             | II turno         | I turno | I turno | Liste                    | Voti   | %     | Seggi |
| Candidati                                 | Candidati                  | Voti                 | %                | Voti    | %       | Liste                    | Voti   | %     | Seggi |
| ----------------------------------------- | -------------------------- | -------------------- | ---------------- | ------- | ------- | ------------------------ | ------ | ----- | ----- |
|                                           | Antonio Palumbo ✔️ Sindaco | 8 558                | 64,76            | 7 541   | 37,34   | Favara per i Beni Comuni | 1 323  | 6,67  | 2     |
| Partito Democratico                       | Antonio Palumbo ✔️ Sindaco | 8 558                | 64,76            | 7 541   | 37,34   | 1 151                    | 5,80   | 1     |       |
| L'Altra Favara                            | Antonio Palumbo ✔️ Sindaco | 8 558                | 64,76            | 7 541   | 37,34   | 601                      | 3,03   | –     |       |
|                                           | Salvatore Montaperto       | 4 656                | 35,24            | 6 970   | 34,51   | #Diventerabellissima     | 2 069  | 10,43 | 3     |
| Fratelli d'Italia                         | Salvatore Montaperto       | 4 656                | 35,24            | 6 970   | 34,51   | 1 713                    | 8,64   | 2     |       |
| Vivi Favara                               | Salvatore Montaperto       | 4 656                | 35,24            | 6 970   | 34,51   | 1 599                    | 8,06   | 2     |       |
| Unione di Centro                          | Salvatore Montaperto       | 4 656                | 35,24            | 6 970   | 34,51   | 1 377                    | 6,94   | 2     |       |
| Montaperto per Favara Sindaco             | Salvatore Montaperto       | 4 656                | 35,24            | 6 970   | 34,51   | 1 329                    | 6,70   | 2     |       |
| Facciamo Squadra per Favara               | Salvatore Montaperto       | 4 656                | 35,24            | 6 970   | 34,51   | 1 107                    | 5,58   | 1     |       |
| Fab...Aria Nuova                          | Salvatore Montaperto       | 4 656                | 35,24            | 6 970   | 34,51   | 778                      | 3,92   | –     |       |
| Seggio di coalizione                      | Seggio di coalizione       | Seggio di coalizione | 35,24            | 6 970   | 34,51   | 1                        |        |       |       |
|                                           | Giuseppe Infurna           | Giuseppe Infurna     | Giuseppe Infurna | 5 684   | 28,15   | Democrazia Cristiana     | 2 035  | 10,26 | 3     |
| Azzurri per Favara                        | Giuseppe Infurna           | Giuseppe Infurna     | Giuseppe Infurna | 5 684   | 28,15   | 1 632                    | 8,23   | 2     |       |
| Onda & Cambiare Passo con Infurna Sindaco | Giuseppe Infurna           | Giuseppe Infurna     | Giuseppe Infurna | 5 684   | 28,15   | 1 270                    | 6,40   | 2     |       |
| Forza Italia                              | Giuseppe Infurna           | Giuseppe Infurna     | Giuseppe Infurna | 5 684   | 28,15   | 1 033                    | 5,21   | 1     |       |
| Lega                                      | Giuseppe Infurna           | Giuseppe Infurna     | Giuseppe Infurna | 5 684   | 28,15   | 820                      | 4,13   | –     |       |
| Totale                                    | Totale                     | 13 214               | 100              | 20 195  | 100     |                          | 19 837 | 100   | 24    |
|                                           |                            |                      |                  |         |         |                          |        |       |       |
| Fonte: Ministero dell'interno             |                            |                      |                  |         |         |                          |        |       |       |

### Porto Empedocle
| Candidati                     | Candidati                    | II turno             | II turno         | I turno | I turno | Liste                     | Voti  | %     | Seggi |
| Candidati                     | Candidati                    | Voti                 | %                | Voti    | %       | Liste                     | Voti  | %     | Seggi |
| ----------------------------- | ---------------------------- | -------------------- | ---------------- | ------- | ------- | ------------------------- | ----- | ----- | ----- |
|                               | Calogero Martello ✔️ Sindaco | 3 796                | 53,74            | 2 491   | 26,04   | Noi per la Città          | 1 277 | 13,77 | 3     |
| Forza Italia                  | Calogero Martello ✔️ Sindaco | 3 796                | 53,74            | 2 491   | 26,04   | 1 214                     | 13,09 | 2     |       |
| Progetto Comune               | Calogero Martello ✔️ Sindaco | 3 796                | 53,74            | 2 491   | 26,04   | 1 049                     | 11,31 | 2     |       |
|                               | Salvatore Iacono             | 3 267                | 46,26            | 2 439   | 25,50   | Isola Empedoclina         | 751   | 8,10  | 1     |
| Liberi e Capaci               | Salvatore Iacono             | 3 267                | 46,26            | 2 439   | 25,50   | 743                       | 8,01  | 1     |       |
| Sviluppo per Porto Empedocle  | Salvatore Iacono             | 3 267                | 46,26            | 2 439   | 25,50   | 713                       | 7,69  | 1     |       |
| Seggio di coalizione          | Seggio di coalizione         | Seggio di coalizione | 46,26            | 2 439   | 25,50   | 1                         |       |       |       |
|                               | Calogero Lattuca             | Calogero Lattuca     | Calogero Lattuca | 2 157   | 22,55   | Unione di Centro (A)      | 826   | 8,91  | 2     |
| Fratelli d'Italia (A)         | Calogero Lattuca             | Calogero Lattuca     | Calogero Lattuca | 2 157   | 22,55   | 549                       | 5,92  | 1     |       |
| Lattuca Sindaco               | Calogero Lattuca             | Calogero Lattuca     | Calogero Lattuca | 2 157   | 22,55   | 446                       | 4,81  | –     |       |
| Siamo Vigata                  | Calogero Lattuca             | Calogero Lattuca     | Calogero Lattuca | 2 157   | 22,55   | 434                       | 4,68  | –     |       |
|                               | Ida Carmina                  | Ida Carmina          | Ida Carmina      | 1 493   | 15,61   | Movimento 5 Stelle        | 574   | 6,19  | 1     |
|                               | Giovanni Hamel               | Giovanni Hamel       | Giovanni Hamel   | 985     | 10,30   | Primavera Empedoclina (A) | 698   | 7,53  | 1     |
| Totale                        | Totale                       | 7 063                | 100              | 9 565   | 100     |                           | 9 274 | 100   | 16    |
|                               |                              |                      |                  |         |         |                           |       |       |       |
| Fonte: Ministero dell'interno |                              |                      |                  |         |         |                           |       |       |       |

## Libero consorzio comunale di Caltanissetta

### San Cataldo
| Candidati                                                                    | Candidati                       | II turno              | II turno              | I turno | I turno | Liste                                                           | Voti   | %     | Seggi |
| Candidati                                                                    | Candidati                       | Voti                  | %                     | Voti    | %       | Liste                                                           | Voti   | %     | Seggi |
| ---------------------------------------------------------------------------- | ------------------------------- | --------------------- | --------------------- | ------- | ------- | --------------------------------------------------------------- | ------ | ----- | ----- |
|                                                                              | Gioacchino Comparato ✔️ Sindaco | 5 041                 | 61,90                 | 2 825   | 24,85   | Partito Democratico                                             | 1 530  | 14,62 | 4     |
| Movimento 5 Stelle                                                           | Gioacchino Comparato ✔️ Sindaco | 5 041                 | 61,90                 | 2 825   | 24,85   | 924                                                             | 8,83   | 3     |       |
|                                                                              | Claudio Vassallo                | 3 103                 | 38,10                 | 2 230   | 19,62   | Vassallo Sindaco di San Cataldo (Lega-3 Colombe Nuova Impronta) | 1 108  | 10,58 | 2     |
| Tradizione e Futuro                                                          | Claudio Vassallo                | 3 103                 | 38,10                 | 2 230   | 19,62   | 966                                                             | 9,23   | 1     |       |
| Fratelli d'Italia                                                            | Claudio Vassallo                | 3 103                 | 38,10                 | 2 230   | 19,62   | 485                                                             | 4,63   | –     |       |
| Seggio di coalizione                                                         | Seggio di coalizione            | Seggio di coalizione  | 38,10                 | 2 230   | 19,62   | 1                                                               |        |       |       |
|                                                                              | Giampiero Modaffari             | Giampiero Modaffari   | Giampiero Modaffari   | 1 995   | 17,55   | Riprendiamoci la Città-Collettivo Letizia                       | 1 093  | 10,44 | 1     |
| Amiamo San Cataldo con Luigi Nocera                                          | Giampiero Modaffari             | Giampiero Modaffari   | Giampiero Modaffari   | 1 995   | 17,55   | 212                                                             | 2,03   | –     |       |
|                                                                              | Giuseppe Scarantino             | Giuseppe Scarantino   | Giuseppe Scarantino   | 1 340   | 11,79   | Le Spighe (A)                                                   | 1 173  | 11,21 | 3     |
|                                                                              | Michele Maria Intilla           | Michele Maria Intilla | Michele Maria Intilla | 1 282   | 11,28   | Scruscio                                                        | 608    | 5,81  | 1     |
| Sicilia Nuova                                                                | Michele Maria Intilla           | Michele Maria Intilla | Michele Maria Intilla | 1 282   | 11,28   | 523                                                             | 5,00   | –     |       |
|                                                                              | Luigi Cuba                      | Luigi Cuba            | Luigi Cuba            | 409     | 3,60    | Forza Italia                                                    | 954    | 9,11  | 1     |
| Democrazia Cristiana                                                         | Luigi Cuba                      | Luigi Cuba            | Luigi Cuba            | 409     | 3,60    | 457                                                             | 4,37   | –     |       |
|                                                                              | Valerio Ferrara                 | Valerio Ferrara       | Valerio Ferrara       | 605     | 5,32    | La Nostra San Cataldo                                           | 435    | 4,16  | –     |
| Totale                                                                       | Totale                          | 8 144                 | 100                   | 11 368  | 100     |                                                                 | 10 468 | 100   | 16    |
|                                                                              |                                 |                       |                       |         |         |                                                                 |        |       |       |
| http://www.elezioni.regione.sicilia.it/comunali2021/CL/ReportSeggiCL295.html |                                 |                       |                       |         |         |                                                                 |        |       |       |

## Città metropolitana di Catania

### Adrano
| Candidati                     | Candidati                | II turno             | II turno             | I turno | I turno | Liste                                      | Voti   | %     | Seggi |
| Candidati                     | Candidati                | Voti                 | %                    | Voti    | %       | Liste                                      | Voti   | %     | Seggi |
| ----------------------------- | ------------------------ | -------------------- | -------------------- | ------- | ------- | ------------------------------------------ | ------ | ----- | ----- |
|                               | Fabio Mancuso ✔️ Sindaco | 7 705                | 50,47                | 5 501   | 29,01   | Rinasce Adrano                             | 2 417  | 13,51 | 4     |
| Movimento per Adrano          | Fabio Mancuso ✔️ Sindaco | 7 705                | 50,47                | 5 501   | 29,01   | 1 197                                      | 6,69   | 2     |       |
| Adraniti Sempre               | Fabio Mancuso ✔️ Sindaco | 7 705                | 50,47                | 5 501   | 29,01   | 54                                         | 0,30   | –     |       |
|                               | Carmelo Pellegriti       | 7 563                | 49,53                | 7 423   | 39,14   | Mettiamoci il Cuore                        | 2 366  | 13,22 | 4     |
| Il Quadrifoglio               | Carmelo Pellegriti       | 7 563                | 49,53                | 7 423   | 39,14   | 2 101                                      | 11,74  | 3     |       |
| Unione di Centro              | Carmelo Pellegriti       | 7 563                | 49,53                | 7 423   | 39,14   | 1 942                                      | 10,85  | 3     |       |
| Insieme si Può!               | Carmelo Pellegriti       | 7 563                | 49,53                | 7 423   | 39,14   | 1 160                                      | 6,48   | 2     |       |
| Forza Italia                  | Carmelo Pellegriti       | 7 563                | 49,53                | 7 423   | 39,14   | 1 095                                      | 6,12   | 1     |       |
| Seggio di coalizione          | Seggio di coalizione     | Seggio di coalizione | 49,53                | 7 423   | 39,14   | 1                                          |        |       |       |
|                               | Agatino Perni            | Agatino Perni        | Agatino Perni        | 3 672   | 19,36   | Sfida Collettiva Riaccendiamo la Città (A) | 1 644  | 9,19  | 3     |
| Adrano Protagonista           | Agatino Perni            | Agatino Perni        | Agatino Perni        | 3 672   | 19,36   | 873                                        | 4,88   | –     |       |
| Adrano Siamo Noi              | Agatino Perni            | Agatino Perni        | Agatino Perni        | 3 672   | 19,36   | 862                                        | 4,82   | –     |       |
|                               | Vincenzo Calambrogio     | Vincenzo Calambrogio | Vincenzo Calambrogio | 2 017   | 10,64   | Partito Democratico                        | 944    | 5,28  | 1     |
| Adrano Bene Comune            | Vincenzo Calambrogio     | Vincenzo Calambrogio | Vincenzo Calambrogio | 2 017   | 10,64   | 615                                        | 3,44   | –     |       |
| Movimento 5 Stelle            | Vincenzo Calambrogio     | Vincenzo Calambrogio | Vincenzo Calambrogio | 2 017   | 10,64   | 452                                        | 2,53   | –     |       |
|                               | Gaetano Birtolo          | Gaetano Birtolo      | Gaetano Birtolo      | 351     | 1,85    | Salvare Adrano                             | 152    | 0,85  | –     |
| Totale                        | Totale                   | 15 268               | 100                  | 18 964  | 100     |                                            | 17 894 | 100   | 24    |
|                               |                          |                      |                      |         |         |                                            |        |       |       |
| Fonte: Ministero dell'interno |                          |                      |                      |         |         |                                            |        |       |       |

### Caltagirone
|                                   | Fabio Roccuzzo ✔️ Sindaco | 10 889               | 53,84 | Partito Democratico             | 2 150  | 10,09 | 3  |  |  |
| Bene in Comune                    | Fabio Roccuzzo ✔️ Sindaco | 10 889               | 53,84 | 2 034                           | 9,55   | 3     |    |  |  |
| Cittadini Volenterosi             | Fabio Roccuzzo ✔️ Sindaco | 10 889               | 53,84 | 1 576                           | 7,40   | 2     |    |  |  |
| Movimento 5 Stelle                | Fabio Roccuzzo ✔️ Sindaco | 10 889               | 53,84 | 1 084                           | 5,09   | 2     |    |  |  |
| Futura                            | Fabio Roccuzzo ✔️ Sindaco | 10 889               | 53,84 | 875                             | 4,11   | –     |    |  |  |
| Cives                             | Fabio Roccuzzo ✔️ Sindaco | 10 889               | 53,84 | 418                             | 1,96   | –     |    |  |  |
|                                   | Sergio Gruttadauria       | 8 261                | 40,84 | Forza Italia                    | 1 781  | 8,36  | 3  |  |  |
| Moderati per Gruttadauria Sindaco | Sergio Gruttadauria       | 8 261                | 40,84 | 1 492                           | 7,01   | 2     |    |  |  |
| Caltagirone Domani                | Sergio Gruttadauria       | 8 261                | 40,84 | 1 377                           | 6,47   | 2     |    |  |  |
| Caltagirone al Centro             | Sergio Gruttadauria       | 8 261                | 40,84 | 1 224                           | 5,75   | 2     |    |  |  |
| Il Quadrifoglio                   | Sergio Gruttadauria       | 8 261                | 40,84 | 1 130                           | 5,31   | 2     |    |  |  |
| Democrazia Cristiana              | Sergio Gruttadauria       | 8 261                | 40,84 | 1 078                           | 5,06   | 1     |    |  |  |
| Fratelli d'Italia                 | Sergio Gruttadauria       | 8 261                | 40,84 | 1 071                           | 5,03   | 1     |    |  |  |
| #Diventerabellissima              | Sergio Gruttadauria       | 8 261                | 40,84 | 848                             | 3,98   | –     |    |  |  |
| Seggio di coalizione              | Seggio di coalizione      | Seggio di coalizione | 40,84 | 1                               |        |       |    |  |  |
|                                   | Roberto Gravina           | 552                  | 2,73  | Sempre e X Sempre               | 404    | 1,90  | –  |  |  |
|                                   | Giuseppa Aliotta          | 524                  | 2,59  | Movimento Cittadino Zia Peppina | 258    | 1,21  | –  |  |  |
| Totale                            | Totale                    | 20 226               | 100   |                                 | 21 298 | 100   | 24 |  |  |
|                                   |                           |                      |       |                                 |        |       |    |  |  |
| Fonte: Ministero dell'interno     |                           |                      |       |                                 |        |       |    |  |  |

### Giarre
|                                              | Leonardo Cantarella ✔️ Sindaco | 7 406                | 52,34 | Giarre Torna Città | 2 133  | 16,02 | 4  |  |  |
| Conservatori e Riformisti Giarre ai Giarresi | Leonardo Cantarella ✔️ Sindaco | 7 406                | 52,34 | 1 202              | 9,03   | 2     |    |  |  |
| Prima Giarre                                 | Leonardo Cantarella ✔️ Sindaco | 7 406                | 52,34 | 1 146              | 8,61   | 2     |    |  |  |
| Siamo Giarresi                               | Leonardo Cantarella ✔️ Sindaco | 7 406                | 52,34 | 1 141              | 8,57   | 2     |    |  |  |
| Il Quadrifoglio                              | Leonardo Cantarella ✔️ Sindaco | 7 406                | 52,34 | 1 063              | 7,98   | 1     |    |  |  |
| Orgoglio Giarrese Nuova Giarre               | Leonardo Cantarella ✔️ Sindaco | 7 406                | 52,34 | 987                | 7,41   | 1     |    |  |  |
|                                              | Leonardo Patanè                | 3 067                | 21,67 | #Noi per Giarre    | 975    | 7,32  | 1  |  |  |
| Democrazia Cristiana                         | Leonardo Patanè                | 3 067                | 21,67 | 726                | 5,45   | 1     |    |  |  |
| Forza Italia                                 | Leonardo Patanè                | 3 067                | 21,67 | 585                | 4,39   | –     |    |  |  |
| Giarre #Attiva                               | Leonardo Patanè                | 3 067                | 21,67 | 511                | 3,84   | –     |    |  |  |
| #Progettiamo Giarre                          | Leonardo Patanè                | 3 067                | 21,67 | 478                | 3,59   | –     |    |  |  |
| Seggio di coalizione                         | Seggio di coalizione           | Seggio di coalizione | 21,67 | 1                  |        |       |    |  |  |
|                                              | Patrizia Lionti                | 1 386                | 9,80  | Impegno Comune     | 1 116  | 8,38  | 1  |  |  |
|                                              | Angelo D'Anna                  | 1 170                | 8,27  | Cittàviva 2026     | 821    | 6,17  | –  |  |  |
|                                              | Elia Torrisi                   | 1 121                | 7,92  | Giarre 2050        | 430    | 3,23  | –  |  |  |
| Totale                                       | Totale                         | 14 150               | 100   |                    | 13 314 | 100   | 16 |  |  |
|                                              |                                |                      |       |                    |        |       |    |  |  |
| Fonte: Ministero dell'interno                |                                |                      |       |                    |        |       |    |  |  |

### Misterbianco
|                                            | Giuseppe Corsaro ✔️ Sindaco | 8 534                | 41,16 | Guardiamo avanti Misterbianco                  | 1 670  | 8,41 | 3  |  |  |
| Fratelli d'Italia                          | Giuseppe Corsaro ✔️ Sindaco | 8 534                | 41,16 | 1 663                                          | 8,38   | 3    |    |  |  |
| Forza Italia – Berlusconi per Corsaro      | Giuseppe Corsaro ✔️ Sindaco | 8 534                | 41,16 | 1 466                                          | 7,39   | 3    |    |  |  |
| Legalità & buongoverno – Corsaro sindaco   | Giuseppe Corsaro ✔️ Sindaco | 8 534                | 41,16 | 1 277                                          | 6,43   | 3    |    |  |  |
| In campo con Corsaro                       | Giuseppe Corsaro ✔️ Sindaco | 8 534                | 41,16 | 1 223                                          | 6,16   | 2    |    |  |  |
| Insieme per Misterbianco – Corsaro sindaco | Giuseppe Corsaro ✔️ Sindaco | 8 534                | 41,16 | 919                                            | 4,63   | –    |    |  |  |
|                                            | Ernesto Calogero            | 4 905                | 23,66 | Il quadrifoglio                                | 1 561  | 7,86 | 2  |  |  |
| MisterbiancOltre – Calogero sindaco        | Ernesto Calogero            | 4 905                | 23,66 | 1 363                                          | 6,87   | 2    |    |  |  |
| Misterbianco unita                         | Ernesto Calogero            | 4 905                | 23,66 | 1 095                                          | 5,52   | 1    |    |  |  |
| Ama Misterbianco                           | Ernesto Calogero            | 4 905                | 23,66 | 767                                            | 3,86   | –    |    |  |  |
| Noi con Misterbianco – Forza e legalità    | Ernesto Calogero            | 4 905                | 23,66 | 550                                            | 2,77   | –    |    |  |  |
| Misterbianco 95045                         | Ernesto Calogero            | 4 905                | 23,66 | 29                                             | 0,15   | –    |    |  |  |
| Seggio di coalizione                       | Seggio di coalizione        | Seggio di coalizione | 23,66 | 1                                              |        |      |    |  |  |
|                                            | Antonino Di Guardo          | 4 723                | 22,78 | Sicilia Futura – IV                            | 1 222  | 6,16 | 2  |  |  |
| Misterbianco rinasce con te                | Antonino Di Guardo          | 4 723                | 22,78 | 1 045                                          | 5,26   | 1    |    |  |  |
| Partito Democratico                        | Antonino Di Guardo          | 4 723                | 22,78 | 965                                            | 4,86   | –    |    |  |  |
| Movimento volontari – Di Guardo            | Antonino Di Guardo          | 4 723                | 22,78 | 870                                            | 4,38   | –    |    |  |  |
| Siciliani liberi                           | Antonino Di Guardo          | 4 723                | 22,78 | 142                                            | 0,72   | –    |    |  |  |
| Cultura lavoro solidarietà                 | Antonino Di Guardo          | 4 723                | 22,78 | 110                                            | 0,55   | –    |    |  |  |
|                                            | Massimo La Piana            | 2 573                | 12,41 | Attiva Misterbianco – Massimo La Piana sindaco | 1 234  | 6,22 | 1  |  |  |
| Movimento 5 Stelle                         | Massimo La Piana            | 2 573                | 12,41 | 677                                            | 3,41   | –    |    |  |  |
| Totale                                     | Totale                      | 20 735               | 100   |                                                | 19 849 | 100  | 24 |  |  |
|                                            |                             |                      |       |                                                |        |      |    |  |  |
| Fonte: Ministero dell'interno              |                             |                      |       |                                                |        |      |    |  |  |

### Tremestieri Etneo
|                                           | Santi Rando ✔️ Sindaco | 6 464 | 77,46 | Tremestieri Viva                                                                     | 1 770 | 21,92 | 4  |  |  |
| Movimento forza Tremestieri               | Santi Rando ✔️ Sindaco | 6 464 | 77,46 | 1 456                                                                                | 18,03 | 3     |    |  |  |
| Fratelli d'Italia                         | Santi Rando ✔️ Sindaco | 6 464 | 77,46 | 1 161                                                                                | 14,38 | 3     |    |  |  |
| Tremestieri in primo piano                | Santi Rando ✔️ Sindaco | 6 464 | 77,46 | 1 093                                                                                | 13,54 | 2     |    |  |  |
| IDeA Sicilia – Popolari e Autonomisti     | Santi Rando ✔️ Sindaco | 6 464 | 77,46 | 738                                                                                  | 9,14  | 2     |    |  |  |
| Forza Italia – Berlusconi per Tremestieri | Santi Rando ✔️ Sindaco | 6 464 | 77,46 | 549                                                                                  | 6,80  | 1     |    |  |  |
|                                           | Santo Nicosia          | 1 186 | 14,21 | Progetto civico attiva Sicilia – Nuova luce per Tremestieri – Unità siciliana Le api | 849   | 10,52 | 1  |  |  |
|                                           | Simona Pulvirenti      | 695   | 8,33  | Movimento 5 Stelle                                                                   | 458   | 5,67  | –  |  |  |
| Totale                                    | Totale                 | 8 345 | 100   |                                                                                      | 8 074 | 100   | 16 |  |  |
|                                           |                        |       |       |                                                                                      |       |       |    |  |  |
| Fonte: Ministero dell'interno             |                        |       |       |                                                                                      |       |       |    |  |  |

## Libero consorzio comunale di Ragusa

### Vittoria
| Candidati                                                 | Candidati                   | II turno             | II turno           | I turno | I turno | Liste              | Voti   | %     | Seggi |
| Candidati                                                 | Candidati                   | Voti                 | %                  | Voti    | %       | Liste              | Voti   | %     | Seggi |
| --------------------------------------------------------- | --------------------------- | -------------------- | ------------------ | ------- | ------- | ------------------ | ------ | ----- | ----- |
|                                                           | Francesco Aiello ✔️ Sindaco | 14 261               | 56,02              | 10 430  | 39,06   | Aiello Sindaco     | 5 075  | 21,12 | 9     |
| Partito Democratico                                       | Francesco Aiello ✔️ Sindaco | 14 261               | 56,02              | 10 430  | 39,06   | 1 776              | 7,39   | 3     |       |
| Partito Socialista Italiano-Vittoria in Azione            | Francesco Aiello ✔️ Sindaco | 14 261               | 56,02              | 10 430  | 39,06   | 1 416              | 5,89   | 2     |       |
| Cento Passi per la Sicilia                                | Francesco Aiello ✔️ Sindaco | 14 261               | 56,02              | 10 430  | 39,06   | 770                | 3,20   | –     |       |
|                                                           | Salvatore Sallemi           | 11 196               | 43,98              | 7 891   | 29,55   | Fratelli d'Italia  | 4 098  | 17,05 | 3     |
| #Diventerabellissima                                      | Salvatore Sallemi           | 11 196               | 43,98              | 7 891   | 29,55   | 2 370              | 9,86   | 2     |       |
| Lega                                                      | Salvatore Sallemi           | 11 196               | 43,98              | 7 891   | 29,55   | 1 323              | 5,51   | 2     |       |
| Seggio di coalizione                                      | Seggio di coalizione        | Seggio di coalizione | 43,98              | 7 891   | 29,55   | 1                  |        |       |       |
|                                                           | Pietro Gurrieri             | Pietro Gurrieri      | Pietro Gurrieri    | 4 427   | 16,58   | Movimento 5 Stelle | 1 859  | 7,74  | 1     |
| Città Libera                                              | Pietro Gurrieri             | Pietro Gurrieri      | Pietro Gurrieri    | 4 427   | 16,58   | 909                | 3,78   | –     |       |
| Nel Cuore Vittoria-Negli Occhi il Futuro-Andrà Tutto Bene | Pietro Gurrieri             | Pietro Gurrieri      | Pietro Gurrieri    | 4 427   | 16,58   | 445                | 1,85   | –     |       |
|                                                           | Salvatore Di Falco          | Salvatore Di Falco   | Salvatore Di Falco | 3 954   | 14,81   | Di Falco Sindaco   | 1 859  | 7,74  | 1     |
| Vittoria Unita                                            | Salvatore Di Falco          | Salvatore Di Falco   | Salvatore Di Falco | 3 954   | 14,81   | 1 724              | 7,17   | 1     |       |
| Inmovimento                                               | Salvatore Di Falco          | Salvatore Di Falco   | Salvatore Di Falco | 3 954   | 14,81   | 408                | 1,70   | –     |       |
| Totale                                                    | Totale                      | 25 457               | 100                | 26 702  | 100     |                    | 24 032 | 100   | 24    |
|                                                           |                             |                      |                    |         |         |                    |        |       |       |
| Fonte: Ministero dell'interno                             |                             |                      |                    |         |         |                    |        |       |       |

## Libero consorzio comunale di Siracusa

### Lentini
| Candidati                     | Candidati                  | II turno             | II turno         | I turno | I turno | Liste                       | Voti  | %     | Seggi |
| Candidati                     | Candidati                  | Voti                 | %                | Voti    | %       | Liste                       | Voti  | %     | Seggi |
| ----------------------------- | -------------------------- | -------------------- | ---------------- | ------- | ------- | --------------------------- | ----- | ----- | ----- |
|                               | Rosario Lo Faro ✔️ Sindaco | 3 424                | 51,70            | 2 421   | 23,73   | Lentini Operosa             | 815   | 8,75  | 3     |
| Patto Civico per Lentini      | Rosario Lo Faro ✔️ Sindaco | 3 424                | 51,70            | 2 421   | 23,73   | 739                         | 7,93  | 2     |       |
| Movimento 5 Stelle            | Rosario Lo Faro ✔️ Sindaco | 3 424                | 51,70            | 2 421   | 23,73   | 553                         | 5,94  | 2     |       |
| Lentinesi Insieme             | Rosario Lo Faro ✔️ Sindaco | 3 424                | 51,70            | 2 421   | 23,73   | 12                          | 0,13  | –     |       |
|                               | Saverio Bosco              | 3 199                | 48,30            | 3 540   | 34,70   | Ora                         | 1 446 | 15,52 | 2     |
| Viva Lentini                  | Saverio Bosco              | 3 199                | 48,30            | 3 540   | 34,70   | 1 311                       | 14,07 | 2     |       |
| Liberi                        | Saverio Bosco              | 3 199                | 48,30            | 3 540   | 34,70   | 506                         | 5,43  | –     |       |
| 2026 Boscosindaco.It          | Saverio Bosco              | 3 199                | 48,30            | 3 540   | 34,70   | 22                          | 0,24  | –     |       |
| Seggio di coalizione          | Seggio di coalizione       | Seggio di coalizione | 48,30            | 3 540   | 34,70   | 1                           |       |       |       |
|                               | Stefano Battiato           | Stefano Battiato     | Stefano Battiato | 1 763   | 17,28   | L'Altra Lentini             | 515   | 5,53  | 1     |
| Fratelli d'Italia             | Stefano Battiato           | Stefano Battiato     | Stefano Battiato | 1 763   | 17,28   | 501                         | 5,38  | –     |       |
| Forza Italia                  | Stefano Battiato           | Stefano Battiato     | Stefano Battiato | 1 763   | 17,28   | 452                         | 4,85  | –     |       |
| Noi per Lentini               | Stefano Battiato           | Stefano Battiato     | Stefano Battiato | 1 763   | 17,28   | 31                          | 0,33  | –     |       |
|                               | Francesca Reale            | Francesca Reale      | Francesca Reale  | 1 650   | 16,17   | Francesca Reale Sindaco (A) | 781   | 8,38  | 3     |
| #Diventerabellissima          | Francesca Reale            | Francesca Reale      | Francesca Reale  | 1 650   | 16,17   | 478                         | 5,13  | –     |       |
| Popolari per Lentini          | Francesca Reale            | Francesca Reale      | Francesca Reale  | 1 650   | 16,17   | 376                         | 4,04  | –     |       |
| Prima i Lentinesi             | Francesca Reale            | Francesca Reale      | Francesca Reale  | 1 650   | 16,17   | 163                         | 1,75  | –     |       |
|                               | Maria Adagio               | Maria Adagio         | Maria Adagio     | 569     | 5,58    | Terra                       | 374   | 4,01  | –     |
|                               | Laura Vacirca              | Laura Vacirca        | Laura Vacirca    | 258     | 2,53    | Insieme per Lentini         | 242   | 2,60  | –     |
| Totale                        | Totale                     | 6 623                | 100              | 10 201  | 100     |                             | 9 317 | 100   | 16    |
|                               |                            |                      |                  |         |         |                             |       |       |       |
| Fonte: Ministero dell'interno |                            |                      |                  |         |         |                             |       |       |       |

### Noto
|                                         | Corrado Figura ✔️ Sindaco | 9 219                | 72,94 | Insieme per Noto | 1 919  | 15,92 | 3  |  |  |
| Noto Movimento Popolare                 | Corrado Figura ✔️ Sindaco | 9 219                | 72,94 | 1 841            | 15,28  | 3     |    |  |  |
| Noto Nostra                             | Corrado Figura ✔️ Sindaco | 9 219                | 72,94 | 1 832            | 15,20  | 3     |    |  |  |
| Sostenibilità                           | Corrado Figura ✔️ Sindaco | 9 219                | 72,94 | 1 799            | 14,93  | 2     |    |  |  |
| Noto 3.0                                | Corrado Figura ✔️ Sindaco | 9 219                | 72,94 | 1 346            | 11,17  | 2     |    |  |  |
| Netini in Movimento                     | Corrado Figura ✔️ Sindaco | 9 219                | 72,94 | 457              | 3,79   | –     |    |  |  |
| Noto Libera-Democrazia e Partecipazione | Corrado Figura ✔️ Sindaco | 9 219                | 72,94 | 59               | 0,49   | –     |    |  |  |
|                                         | Aldo Tiralongo            | 4 939                | 39,07 | Unione di Centro | 1 005  | 8,34  | 1  |  |  |
| Noto Partecipa                          | Aldo Tiralongo            | 4 939                | 39,07 | 697              | 5,78   | 1     |    |  |  |
| Forza Italia                            | Aldo Tiralongo            | 4 939                | 39,07 | 656              | 5,44   | –     |    |  |  |
| Passione Civile                         | Aldo Tiralongo            | 4 939                | 39,07 | 361              | 3,00   | –     |    |  |  |
| Partito Democratico                     | Aldo Tiralongo            | 4 939                | 39,07 | 80               | 0,66   | –     |    |  |  |
| Seggio di coalizione                    | Seggio di coalizione      | Seggio di coalizione | 39,07 | 1                |        |       |    |  |  |
| Totale                                  | Totale                    | 12 640               | 100   |                  | 12 052 | 100   | 16 |  |  |
|                                         |                           |                      |       |                  |        |       |    |  |  |
| Fonte: Ministero dell'interno           |                           |                      |       |                  |        |       |    |  |  |

### Pachino
|                                                                        | Natalina Petralito ✔️ Sindaca | 3 613                | 43,50 | Fratelli d'Italia        | 1 170 | 14,89 | 3  |  |  |
| Cambiamenti Pachino                                                    | Natalina Petralito ✔️ Sindaca | 3 613                | 43,50 | 950                      | 12,09 | 3     |    |  |  |
| #Diventerabellissima                                                   | Natalina Petralito ✔️ Sindaca | 3 613                | 43,50 | 697                      | 8,87  | 3     |    |  |  |
| Uniamo Pachino                                                         | Natalina Petralito ✔️ Sindaca | 3 613                | 43,50 | 584                      | 7,43  | 1     |    |  |  |
| Progetto Pachino Spiraglia                                             | Natalina Petralito ✔️ Sindaca | 3 613                | 43,50 | 94                       | 1,20  | –     |    |  |  |
|                                                                        | Rosaria Fronterrè             | 2 277                | 27,42 | Progressisti per Pachino | 965   | 12,28 | 2  |  |  |
| Rinascita di Pachino                                                   | Rosaria Fronterrè             | 2 277                | 27,42 | 747                      | 9,51  | 2     |    |  |  |
| Unione di Centro                                                       | Rosaria Fronterrè             | 2 277                | 27,42 | 381                      | 4,85  | 1     |    |  |  |
| Con Andrea Ferrara Scegliamo Pachino                                   | Rosaria Fronterrè             | 2 277                | 27,42 | 365                      | 4,64  | –     |    |  |  |
| Un'Altra Storia per Pachino                                            | Rosaria Fronterrè             | 2 277                | 27,42 | 42                       | 0,53  | –     |    |  |  |
| Seggio di coalizione                                                   | Seggio di coalizione          | Seggio di coalizione | 27,42 | 1                        |       |       |    |  |  |
|                                                                        | Fabio Fortuna                 | 1 276                | 15,36 | Movimento 5 Stelle       | 650   | 8,27  | 1  |  |  |
| Rialzati Pachino                                                       | Fabio Fortuna                 | 1 276                | 15,36 | 86                       | 1,09  | –     |    |  |  |
|                                                                        | Corrado Quartarone            | 1 139                | 13,71 | Terra Mia                | 370   | 4,71  | –  |  |  |
| Forza Italia                                                           | Corrado Quartarone            | 1 139                | 13,71 | 355                      | 4,52  | –     |    |  |  |
| Lega                                                                   | Corrado Quartarone            | 1 139                | 13,71 | 166                      | 2,11  | –     |    |  |  |
| Totale                                                                 | Totale                        | 8 305                | 100   |                          | 7 858 | 100   | 16 |  |  |
|                                                                        |                               |                      |       |                          |       |       |    |  |  |
| https://elezioni.repubblica.it/2021/elezioni-comunali/sicilia/pachino/ |                               |                      |       |                          |       |       |    |  |  |

### Rosolini
| Candidati                           | Candidati                   | II turno              | II turno              | I turno | I turno | Liste                                   | Voti   | %     | Seggi |
| Candidati                           | Candidati                   | Voti                  | %                     | Voti    | %       | Liste                                   | Voti   | %     | Seggi |
| ----------------------------------- | --------------------------- | --------------------- | --------------------- | ------- | ------- | --------------------------------------- | ------ | ----- | ----- |
|                                     | Giovanni Spadola ✔️ Sindaco | 4 677                 | 55,39                 | 3 178   | 28,81   | Giovani Rosolinesi                      | 1 473  | 14,16 | 5     |
| Insieme per Rosolini                | Giovanni Spadola ✔️ Sindaco | 4 677                 | 55,39                 | 3 178   | 28,81   | 1 248                                   | 12,00  | 5     |       |
| Prima Rosolini                      | Giovanni Spadola ✔️ Sindaco | 4 677                 | 55,39                 | 3 178   | 28,81   | 229                                     | 2,20   | –     |       |
|                                     | Concetto Di Rosolini        | 3 767                 | 44,61                 | 3 131   | 28,39   | Primavera Rosolinese                    | 1 807  | 17,37 | 2     |
| Cambiamo Rosolini-Fratelli d'Italia | Concetto Di Rosolini        | 3 767                 | 44,61                 | 3 131   | 28,39   | 1 589                                   | 15,28  | 1     |       |
| Seggio di coalizione                | Seggio di coalizione        | Seggio di coalizione  | 44,61                 | 3 131   | 28,39   | 1                                       |        |       |       |
|                                     | Corrado Vaccaro             | Corrado Vaccaro       | Corrado Vaccaro       | 2 882   | 26,13   | Mente e Cuore                           | 1 402  | 13,48 | 1     |
| Partito Democratico                 | Corrado Vaccaro             | Corrado Vaccaro       | Corrado Vaccaro       | 2 882   | 26,13   | 1 194                                   | 11,48  | 1     |       |
|                                     | Giuseppe Incatasciato       | Giuseppe Incatasciato | Giuseppe Incatasciato | 1 169   | 10,60   | Piazza Civica                           | 900    | 8,65  | –     |
|                                     | Francesco Di Tommasi        | Francesco Di Tommasi  | Francesco Di Tommasi  | 670     | 6,07    | Movimento 24 Agosto Equità Territoriale | 559    | 5,37  | –     |
| Totale                              | Totale                      | 8 444                 | 100                   | 11 030  | 100     |                                         | 10 401 | 100   | 16    |
|                                     |                             |                       |                       |         |         |                                         |        |       |       |
| Fonte: Ministero dell'interno       |                             |                       |                       |         |         |                                         |        |       |       |

## Libero consorzio comunale di Trapani

### Alcamo
|                                                    | Domenico Surdi ✔️ Sindaco | 10 189               | 44,68 | Avanti con Surdi Sindaco | 2 717  | 11,30 | 4  |  |  |
| Movimento 5 Stelle                                 | Domenico Surdi ✔️ Sindaco | 10 189               | 44,68 | 2 253                    | 9,37   | 3     |    |  |  |
| Io ci Sto Abc Alcamo Bene Comune                   | Domenico Surdi ✔️ Sindaco | 10 189               | 44,68 | 1 943                    | 8,08   | 2     |    |  |  |
|                                                    | Massimo Cassarà           | 8 546                | 37,47 | Forza Italia             | 1 628  | 6,77  | 2  |  |  |
| Autonomisti Mna Movimento Nuova Autonomia          | Massimo Cassarà           | 8 546                | 37,47 | 1 617                    | 6,73   | 2     |    |  |  |
| Lega                                               | Massimo Cassarà           | 8 546                | 37,47 | 1 361                    | 5,66   | 2     |    |  |  |
| Alba Massimo Cassarà Sindaco                       | Massimo Cassarà           | 8 546                | 37,47 | 1 211                    | 5,04   | 1     |    |  |  |
| Siamo Alcamo Liberi e Autonomi                     | Massimo Cassarà           | 8 546                | 37,47 | 1 091                    | 4,54   | –     |    |  |  |
| Via                                                | Massimo Cassarà           | 8 546                | 37,47 | 959                      | 3,99   | –     |    |  |  |
| Noi con l'Italia-Cantiere Popolare                 | Massimo Cassarà           | 8 546                | 37,47 | 600                      | 2,50   | –     |    |  |  |
| Con Alcamo nel Cuore Rosario Lipari                | Massimo Cassarà           | 8 546                | 37,47 | 445                      | 1,85   | –     |    |  |  |
| Seggio di coalizione                               | Seggio di coalizione      | Seggio di coalizione | 37,47 | 1                        |        |       |    |  |  |
|                                                    | Giusy Bosco               | 3 664                | 16,07 | Unione di Centro         | 2 788  | 11,60 | 3  |  |  |
| Centrali per la Sicilia-Sicilia Futura-Italia Viva | Giusy Bosco               | 3 664                | 16,07 | 1 522                    | 6,33   | 2     |    |  |  |
| Partito Democratico                                | Giusy Bosco               | 3 664                | 16,07 | 1 239                    | 5,15   | 1     |    |  |  |
|                                                    | Alessandro Fundarò        | 1 637                | 7,18  | Fratelli d'Italia        | 1 402  | 5,83  | 1  |  |  |
| Totale                                             | Totale                    | 22 806               | 100   |                          | 24 036 | 100   | 24 |  |  |
|                                                    |                           |                      |       |                          |        |       |    |  |  |
| Fonte: Ministero dell'interno                      |                           |                      |       |                          |        |       |    |  |  |